# Station La Baule-Les Pins
Station La Baule-Les Pins is een spoorwegstation in de Franse gemeente La Baule-Escoublac.